# Dipartimento di Timbedra
Il dipartimento di Timbedra è un dipartimento (moughataa) della regione di Hodh-Charghi in Mauritania con capoluogo Timbedra.
Il dipartimento comprende cinque comuni:
- Timbedra
- Touil
- Koumbi
- Bousteille
- Hassi M'Hadi